# Jack Cork
Jack Frank Porteous Cork (25 de juny de 1989) és un futbolista professional anglès que juga de centrecampista pel Burnley FC, equip de la Premier League.